# Bảo tàng Śrem
Bảo tàng Śrem (tiếng Ba Lan: Muzeum Śremskie) là một bảo tàng tọa lạc tại số 89 Phố A. Mickiewicza, Śrem, Ba Lan.

## Lịch sử
Các bộ sưu tập của Bảo tàng Śrem đến từ bộ sưu tập tư nhân của Feliks Sałaciński. Sau Chiến tranh thế giới thứ nhất, ông đã tổ chức một phòng bảo tàng nhỏ trong một căn hộ riêng ở số 12 Phố Poznańska. Khi Chiến tranh thế giới thứ hai mới bắt đầu, trong bộ sưu tập tư nhân có đến 4.000 hiện vật, nhưng một phần trong số này đã bị phân tán trong chiến tranh. Sau khi Feliks Sałaciński qua đời, bộ sưu tập được người thân thừa kế. Bảo tàng Śrem đã mua một số hiện vật trong bộ sưu tập này. Năm 1976, một số phòng trong Tòa thị chính cũ được phân bổ làm trụ sở của Bảo tàng Śrem. Từ năm 1991, các bộ sưu tập của Bảo tàng được chuyển đến trụ sở hiện tại.

## Triển lãm
Bộ sưu tập của Bảo tàng Śrem hiện đang bao gồm các triển lãm: khảo cổ học, dân tộc học, lịch sử, quân sự, và các thứ khác. Bảo tàng còn là nơi tổ chức các buổi giới thiệu tác phẩm của cộng đồng nghệ thuật. Ngoài ra, Bảo tàng Śrem cũng thường xuyên tổ chức các cuộc triển lãm chuyên đề, các lớp học trong Bảo tàng cho học sinh và người lớn, triển lãm nhiếp ảnh, trưng bày hội họa và điêu khắc.